# Isidro Villanova Abadía
Isidro Villanova Abadía (Saragossa, 11 de novembre de 1965) és un futbolista aragonés, ja retirat.

## Trajectòria
Villanova es va formar a les categories inferiors del Reial Saragossa. Va debutar a primera divisió a la temporada 1987-88, però tant eixa campanya com la següent les seues aparicions serien esporàdiques i jugaria sobretot al filial.
Finalment, el 1989 forma part del primer equip, on roman dues temporades sense que aconseguira fer-se un lloc en l'equip titular, per la qual cosa, el 1992 deixa el club aragonés i passa al CD Logroñés. Al club de Las Gaunas hi està fins a quatre temporades a Primera, però només a la darrera, la 1994-95 és titular, mentre a la resta oscil·la entre els 13 i els 25 partits. En total marca dos gols amb el Logroñés, els únics seus a Primera.
Després del descens de l'equip riojà, Villanova deixa el club i fitxa pel Deportivo Alavés, en el qual hi jugaria dos anys abans de retirar-se el 1997, abans de l'ascens del conjunt basc a la màxima categoria.